# Czarne masło z Jersey

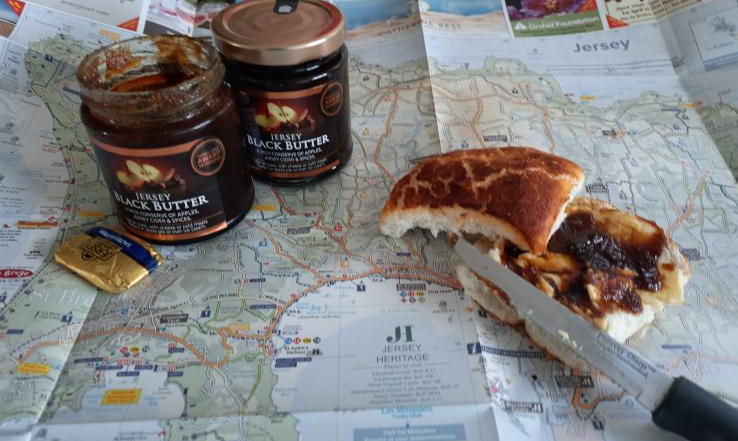
Czarne masło z Jersey

Czarne masło z Jersey (ang. Jersey black butter, jèrriais Du Nièr Beurre) – konfitura produkowana na wyspie Jersey z jabłek, cydru, cytryn, melasy, cynamonu, lukrecji i cukru. Wyrób ubiegał się o rejestrację w Unii Europejskiej jako regionalny.

## Produkcja
Produkt wytwarzany jest z jabłek rosnących na wyspie Jersey i produkowanego z nich cydru, a jego historia sięga XIV wieku. Jabłka pochodziły z lokalnych sadów, które zajmowały 1/3 powierzchni wyspy. Po zmieszaniu wszystkich składników i dodaniu cydru, konfiturę gotuje się do dwóch dni, mieszając drewnianą łyżką, zwaną „rabot”. Wytwarzanie czarnego masła było celebrowane jako jedno z towarzyskich wydarzeń na wyspie, począwszy od wspólnego obierania jabłek, któremu towarzyszą śpiewy i opowiadanie legend i innych historii. Jabłka tradycyjnie obierały kobiety, w tym samym czasie mężczyźni i dzieci zbierali chrust potrzebny do ogrzania kotła. Zestawianie kotła z konfiturą i jej  rozlewanie do słoików również było celebrowane pieśniami i muzyką dla podtrzymania morale zatrudnionych przy produkcji pracowników.
Czarne masło wytwarzane jest wyłącznie z naturalnych składników i było wielokrotnie nagradzane, m.in. Great Taste Awards 2009. Czarnego masła używa się jako konfitury do pieczywa, zimnych mięs i wypieków.